# Dermoidna cista
Dermoidna cista je teratom ili tip tumora koji sadrži cistu ispunjenu tkivom, koja u sebi može da sadrži — skoro sve strukture kože (znojne i lojne žlezde, dlaku i masne ćelije), strukture koje podsećaju na hrskavicu, koštano tkivo, zube. Može se razviti na bilo kom delu tela i u bilo kom organu. Pokazuju tendenciju rasta, ali ne i tendenciju ka metastaziranju.

## Opšte informacije
U svakodnevnoj praksi termin dermoidna cista nije ograničen samo na jednu vrstu lezije niti se koristi samo u jednoj medicinskoj disciplini. Termin dermoidna cista može se naći u rečniku dermatologa, dermatopatologa, opštih patologa, ginekologa, neurohirurga ili pedijatra. Ako se to zatraži, svi ovi kliničari bi najvjerovatnije različito definisali i opisali dermoidne ciste, pa tako:
- Ginekolozi i opšti patolozi mogu reći da je dermoidna cista cistični tumor jajnika.
- Neurohirurzi imaju tendenciju da posmatraju dermoidnu cistu povezanu sa urođenom cistom kičme ili intrakranijskom kongenitalnom cistom.
- Pedijatri i dermatolozi, za dermoidna cistu kažu da je to urođena subkutana cista.

U svim disciplinama, međutim, zajednički faktor je prisustvo solitarnog, ili povremeno višestrukog, hamartomatoznog tumora. Tumor je prekriven debelim dermijskim zidom koji sadrži višestruke lojne žlijezde i gotovo sve adnekse kože. Dlake i velike količine masnih masa slabo pokrivaju potpuno diferencirane strukture izvedene iz ektoderma.

### Nomenklatura
Po nekim autorima dermoidne ciste su opšti naziv za epidermoidne ciste, prave dermoidne ciste i teratoidne ciste. Ova podela je napravljena u zavisnosti od građe ciste.
Epidermoidne ciste — su građene samo od elemenata ektodermalnog porekla.
Prave dermoidne ciste — sadrže elemente ektoderma i mezoderma odnosno kožni epitel i derivate kože u okolnom vezivu zida ciste (folikul dlake, znojne i
lojne žlezde).
Teratoidne ciste — grade elementi poreklom od sva tri klicina lista.
Druga podela pravi razliku između urođenih i stečenih epidermoidnih i dermoidnih cista.
Urođene ciste — nastaju sekvestracijom ili zarobljavanjem ektoderma u dubljim slojevima duž linija embrionalnih spajanja. Ovim mehanizmom objašnjava se veliki broj dermoidnih cista u srednjim linijama pojedinih delova tela. Tako se u jednoj podeli dermoidnih cista glave i vrata u jednu grupu posebno izdvajaju ciste tiroidne, suprasternalne i subokcipitalne regije. Po drugoj embrionalnoj teoriji dermoidne ciste nastaju dezorganizovanim rastom izdvojenih totipotentnih ćelija.
Steĉene epidermoidne i dermoidne ciste — ili inkluzione ciste nastaju traumatskom implantacijom delova kože u dublje slojeve.

## Epidemiologija
Tačna incidenca dermoidni cisti nije utvrđena, u opštoj populaciji. Može se naći u/na bilo kom organu, potpuno asimptomatski.
Dok pojava dermoidnih cisti na koži očnog kapka predstavlja peti benigni tumor po učestalosti, na ostalim organima ona nije toliko česta.
Pol
Podjednako se javlja kod oba pola.
Rasa
Ne postoji rasna predilekcija za njen nastanak.
Starost
Može se javiti bilo kada u toku života, a ukoliko se nalazi na koži, češći je nalaz kod novorođenog deteta.

## Etiopatogeneza
Dermoidne ciste su vrsta tumora zametnih ćelija fetusa nazvanih zreli teratom. One se obično javljaju u spoljnjim slojevima kože, uključujući znojne i lojne žlezde. Oni takođe mogu da sadrže elemente kose i zuba. Dermoidne ciste se mogu formirati bilo gde u telu, ali se obično formiraju u jajnicima, testisima, koži glave, vrata, lica, donjeg dela leđa ili u centralnom nervnom sistemu.
Dermoidne ciste su benigne (netumorske strukture) i imaju tendenciju da sporo rastu. One su prisutni po rođenju, ali se ne mogu naći i kasnijem životu.
Tačan uzrok nastanka dermoidne ciste nije u potpunosti poznat, ali se pretpostavlja da nastaje tokom embrionalnog razvoja, kada zbog određenih poremećaja pojedina tkiva zaostaju na mestima gde im u kasnijem razvoju embriona nije mesto, stvarajući idealnu osnovu za razvoj ciste.
Građa
U svim varijantama ove ciste se karakterišu prisustvo solitarnog, ili povremeno višestrukog, hamartomatoznog tumora. Tumor je prekriven debelim dermijskim zidom koji sadrži višestruke lojne žlijezde i gotovo sve adnekse kože. Dlake i velike količine masnih masa slabo pokrivaju potpuno diferencirane strukture izvedene iz ektoderma.
U zavisnosti od lokacije lezije, dermoidne ciste mogu sadržati supstance kao što su nokti i zubi, hrskavičaste i koštane strukture. Ako su ograničene na kožu ili potkožno tkivo, dermoidne ciste su tumori tankih zidova koji sadrže različite količine masnih masa; povremeno sadrže rožnate mase i dlake.

## Dermoidne ciste prema lokaciji
| Lokacija                                | Kliničke manifestacije |
| --------------------------------------- | --- |
| Periorbitalna dermoidna cista           | - Ona je dermoidna ili epidermoidna cista i primeri horistoma, tumora koji potiče od aberantnog ektodermalnog tkiva. - Ovi tumori sadrže normalno tkivo na nenormalnoj lokaciji. - Kako se dve linije šava na lobanji zatvaraju za vreme embrionalnog razvoja, kožni ili epidermalni elementi mogu biti prignječeni i formirati ciste. - Ova cista se pojavljuju uz liniju šavova. - Približno 50% dermoidnih cisti na glavi nalaze se u orbiti ili u njenoj blizini, bilo medijalno ili lateralno. |
| Spinalna dermoidna i epidermoidna cista | - Spinalni dermoid i epidermoidne je benigne mase obložene epitelom koje sadrže strukture kože kao što su folikuli kose ili lojne žlezde. Ove mase mogu postati zarobljene unutar kičmene moždine dok se nervni sistem razvija pre rođenja. - Spinalne dermoidne ciste su kongenitalne, nekancerogene i same po sebi retko izazivaju simptome. Moguće je da ciste mogu komprimirati kičmenu moždinu ili spinalne živce i moraju se operativno ukloniti. Spinalne dermoidne ciste mogu biti povezane sa drugim anomalijama kičme. - Iako su ciste obično šuplje, kod dermoidnih i epidermoidnih cisti, sluzokoža ćelija kože prodire u unutrašnjost ciste uzrokujući postepeno njeno širenje. - Razlika između ove dve vrste cisti je tip ćelija koje oblažu zid ciste. - Dermoidne ciste sadrže ćelije kože, proizvode ćelija kože i druge komponente, dok epidermoidne ciste sadrže samo jednostavne ćelije kože. - Ove ciste se dijagnostikuju kod dece više nego kod odraslih, ali sveukupno su retke. - Najčešće su prisutni pri rođenju ali se mogu razviti i u kasnijem životu. |
| Dermoidna cista jajnika                 | - U jajnicima ciste mogu nastati iz folikula jajnika koji se formiraju svakog meseca. - Kada se jajašce oslobodi iz folikula tokom ovulacije, folikul se obično skvrčava, međutim ponekad se u folikulu akumulira tečnost, formirajući jednostavnu cistu koja sadrži samo tečnost. - Većina ovih funkcionalnih cista se spontano raspada. - Ciste jajnika mogu da rastu i da dostignu veliku veličinu. - Dermoidne ciste koje se ne klasifikuju kao funkcionalne ciste, potiču od polipotentnih zametnih ćelija (koje su prisutne pri rođenju) koje diferenciraju abnormalno, razvijajući karakteristike zrelih kožnih ćelija. - Postoje komplikacije, kao što su torzija (uvijanje), ruptura i infekcija, mada je njihova incidencija retka. - Dermoidne ciste jajnika koje izazivaju komplikacije zahtevaju uklanjanje laparoskopijom ili laparotomijom (tradicionalna hirurgija). - Retko se van jajnika u vagini može razviti dermoidna cista |

## Klinička slika
Dermoidne ciste, koje su najčešće na koži mogu se naći na bilo kom delu ovog organa a najčešće su lokalizovane na koži očnih kapaka, licu, grudima i udovima.
Dermoidna cista koje se mogu naći gotovo na bilo kom organu, simptomatološki se manifestuju u vidu kompresije (centralni nervni sistem, ginekološki organi, trbuh.)
Kliničkom sliku karakterišu sledeći simptomi i znaci:
- Pojava otoko kože iznad cist, koji može da bude prvi znak dermoidne ciste, npr pojava jednostranog otoka očnog kapka.
- Cista je nepokretne u odnosu na podlogu.
- Promene suj iznad nivoa kože različitog su oblika i boje
- Veličina im varira i može da dostigne do nekoliko santimetara.

- Cistični dermatom jajnika
- Solidni dermatom medijastinuma ili sredogruđa

## Dijagnoza
Dijagnoza se postavlja na osnovu anamneze, kliničke slike i objektivnog pregleda, što je najčešće dovoljna da se posumnja na postojanje dermoidnih cisti.
Od dopunskim dijagnostičkih metoda najčešće se koristi imidžing (rendgen, kompjuterizovana tomografija i nuklearna magnetna rezonanca) kad je dermoidna cista na unutrašnjim organima.
Definitivna dijagnoza se postavlja histopatološkom analizom uzorka uzetog nakon operativnog lečenja, ili biopsijom.

## Terapija
Hirurško odstranjivanje je jedini adekvatan način lečenja dermoidnih cista.

## Prognoza
Iako za to postoji mala mogućnost, ova cista se može maligno transformisati, a zbog kasnog otkrivanja maligniteta dugo postoji bez lečenja. 
Ako se dermoidne ciste rano dijagnostikuju i tretiraju kompletnom hirurškom ekscizijom, prognoza je dobra i ne očekuju se daljnje komplikacije. Međutim nakon operativnog lečenja, moguće je njihovo ponovno javljanje.
Kod pacijenata sa karcinomatskom transformacijom, prognoza zavisi od stadija maligne bolesti (lokalno ograničenja ili proširenja) i uspeha terapije.
Iako se dermoidne ciste nalaze i u spinalnim kanalu, nijedna smrt nije direktno povezana sa rupturama ciste ili širenjem masnih i povremeno zaraženih masa u subarahnoidnim, ventrikularnim ili subduralnim odjeljcima. Međutim, ruptura ili širenje mogu dovesti do teških neuroloških komplikacija, kao što su sekundarni subduralni apscesi kičme

## Literatura
- Vincent J, Baker P, Grischkan J, Fernandez Faith E. (2017). „Subcutaneous Midline Nasal Mass in an Infant due to an Intramuscular Lipoma”. Pediatr Dermatol. 34 (3): e135—e136. PMID 28239903. doi:10.1111/pde.13103.
- Gleizal A, Abouchebel N, Lebreton F, Beziat JL (2006). „Dermoid cyst of the tongue: an association of dermoid cyst with bronchogenic epithelium”. J Craniomaxillofac Surg. 34 (2): 113—6. PMID 16423529. doi:10.1016/j.jcms.2005.08.005..
- Khalid, S.; Ruge, J. (април 2017). „Considerations in the management of congenital cranial dermoid cysts”. J Neurosurg Pediatr. 1.-5.
- Fernandez-Miranda JC, Engh JA, Pathak SK;  . (новембар 2009). „High-definition fiber tracking guidance for intraparenchymal endoscopic port surgery”. J Neurosurg. 113 (5): 990—999. PMID 19943732. doi:10.3171/2009.10.JNS09933..
- Lin, S. D.; Lee, S. S.; Chang, K. P.; Lin, T. M.; Lu, D. K.; Tsai, C. C. (јануар 2001). „Endoscopic excision of benign tumors in the forehead and brow”. Ann Plast Surg. 46 (1): 1—4. PMID 11192027. doi:10.1097/00000637-200101000-00001..
- Cozzi, D. A.; Mele, E.; d'Ambrosio, G.; Totonelli, G.; Frediani, S.; Spagnol, L. (2008). „The eyelid crease approach to angular dermoid cysts in pediatric general surgery”. J Pediatr Surg. 43 (8): 1502—6. PMID 18675642. doi:10.1016/j.jpedsurg.2007.12.010..
- Agrawal V, Acharya H, Agarwal P, Sekhon V, Sharma D (2013). „Subcutaneoscopic excision of external angular dermoid cyst in children without conspicuous scarring”. Asian J Endosc Surg. 6 (3): 241—4. PMID 23879421. doi:10.1111/ases.12031..
- Nelson, K. E.; Mishra, A.; Duncan, C. (новембар 2011). „Upper blepharoplasty approach to frontozygomatic dermoid cysts”. J Craniofac Surg. 22 (6): e41—4. PMID 22134319. doi:10.1097/SCS.0b013e318231e151.

## Spoljašnje veze
|  | Molimo Vas, obratite pažnju na važno upozorenje u vezi sa temama iz oblasti medicine (zdravlja). |